# Ameles spallanzania
Ameles spallanziania — вид богомолов из рода Ameles. Иногда содержится в неволе любителями экзотических насекомых.

## Описание

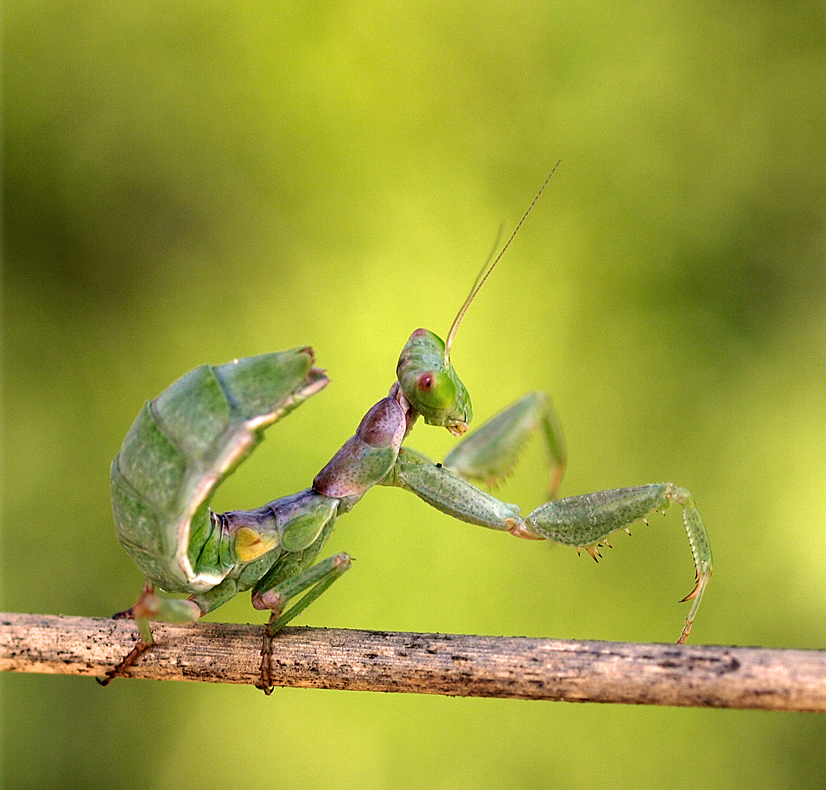
Самка

Этот небольшой богомол длиной 10-30 мм имеет ярко выраженный половой диморфизм: самец имеет 2 пары крыльев, которые позволяют ему летать, в отличие от самки, у которой крылья недоразвиты. Цвет варьирует от ярко-зелёного до коричнево-серого. Глаза конические. Антенны довольно длинные. Первая пара лап короткие и сильные.

## Биология
Питается мелкими насекомыми, иногда отмечается каннибализм. В отличие от многих богомолов, самки этого вида не поедают самцов после спаривания. Самка откладывает тонкие оотеки, прикреплённые к камням.

## Распространение
Обитают в теплых и сухих экосистемах с небольшим количеством растительности (сенокосы, пастбища, поля). Широко распространён в Европе и северной Африке. В Италии он присутствует по всему полуострову и прилегающим островам.